# 武汉站西广场站
武汉站西广场站位于中华人民共和国湖北省武汉市洪山区，是武汉地铁19号线的地铁车站。

## 车站构造
武汉站西广场站位于国铁武汉站西广场，全长491米，标准段宽42.3米，扩大段宽63.7米，为地下两层双岛式车站。设计3个出入口、4组风亭、14个安全出口，车站建筑面积达到4.8万平方米，体量相当于5个标准车站。

### 车站出口
|                                                 |            |      |  |
| 出口編號                                        | 設施       | 照片 |  |
| A                                               |            |      |  |
| B                                               | （未开放） |      |  |
| C                                               |            |      |  |
| 注： 設有升降機 \| 設有輪椅升降台 \| 設有洗手間 |            |      |  |

## 换乘
- 武汉火车站/武汉站东广场/武汉站西广场：武汉火车站是4号线车站，位于国铁武汉站正下方；武汉站东广场站是5号线车站，位于国铁武汉站东广场；武汉站西广场站是19号线车站，位于国铁武汉站西广场。三站各自独立，需出站换乘。2025年7月31日，3站之间开通虚拟换乘，可持同一单程票、储值卡或乘车码在30分钟内出站前往另一站进站连续计费。[2]

## 鄰近地點
- 武汉火车站

### 内部链接
- 武汉地铁车站列表